# Измаильский 189-й пехотный полк
189-й пехотный Измаильский полк — пехотная воинская часть Русской императорской армии.

## История
Сформирован 26 августа 1874 года как Одесский местный пехотный батальон.
31 августа 1878 г. был переформирован в 49-й резервный кадровый пехотный батальон.
25 марта 1891 г. переименован в 230-й Измаильский резервный батальон.
26 мая 1899 — 205-й Измаильский резервный батальон.
В 1900 году выделил роту на формирование Порт-Артурского крепостного пехотного полка.
К 1904 переформирован в полк двухбатальонного состава.
В октябре 1904 мобилизован. Первый батальон полка развернут в 4 батальона.
Из второго батальона полка сформирован 273-й Дунайский пехотный полк второй очереди.
К 1 мая 1906 приведен в состав двухбатальонного состава.
С 20 февраля 1910 — 189-й пехотный Измаильский полк, тогда же к полку присоединены две части:
1. 233-й Сурский резервный батальон, ведший свою историю от сформированного 17 января 1811 Нижегородского губернского полубатальона.
2. 214-й Мокшанский резервный полк, сформированный 19 января 1878 как 59-й резервный батальон, принёсший в полк нагрудные для офицеров и головные для нижних чинов знаки отличия «За отличія въ войну съ Японіей въ 1904 и 1905 гг.

Полковой праздник — 21 декабря.
По данным журнала 5-го Отдела Арткома ГАУ № 381 от 6 сентября 1916 г.  роте Измаильского полка в составе 158 солдат и 4 офицеров  были переданы:
- 8 шт. 6,5-мм ружей-пулемётов (автоматов) конструкции В. Г. Фёдорова с магазинами на 15 патронов,
- 45 шт. 3-линейных автоматических (самозарядных) винтовок (несколько из них были приспособлены для установки магазина от пулемёта Мадсена и стрельбы очередями). После завершения обучения 1 декабря 1916 года рота отправлена на Румынский фронт.

## Командиры полка
- 28.05.1907-11.12.1908 — полковник фон Вейль, Владимир-Карл Сигизмундович
- 31.12.1909-12.09.1910 — полковник Пржибыльский, Владислав Антонович
- 19.12.1912-29.05.1916 — полковник Потапов, Степан Захарович
- 29.05.1916-26.08.1916 — полковник Генштаба Михеев, Сергей Петрович
- 30.08.1916-10.09.1916 — полковник Бек, Пётр Петрович-младший
- 12.01.1917-06.12.1917 — полковник Тахтаров, Дометий Владимирович
- 06.12.1917-26.02.1918 — поручик Антонов, Павел
- 26.02.1918-01.03.1918 — полковник Тахтаров, Дометий Владимирович (Председатель ликвидационной комиссии с 01.03.1918 по 24.04.1918)

### Временно командующие полком
- 04.06.1915-20.07.1915 — подполковник Тахтаров, Дометий Владимирович
- 20.08.1915-26.08.1915 — штабс-капитан Кузьмин, Николай Константинович
- 10.09.1915-14.10.1915 — подполковник Тахтаров, Дометий Владимирович
- 14.10.1916-12.01.1917 — подполковник Тахтаров, Дометий Владимирович
- 25.03.1916-29.03.1916 — полковник Васьхов, Фёдор Фёдорович
- 25.05.1916-30.05.1916 — полковник Васьхов, Фёдор Фёдорович
- 26.08.1916-08.09.1916 — полковник Васьхов, Фёдор Фёдорович
- 10.09.1916-14.10.1916 — полковник Васьхов, Фёдор Фёдорович

## Знаки отличия полка
1. Простое полковое знамя, пожалованное в 1911 с надписью «1811-1911» и Александровской юбилейной лентой.
2. Во 2-м и 4-м батальонах знаки отличия (нагрудные у офицеров, на головные уборы у нижних чинов) с надписью: «За отличіе въ войну съ Японіей въ 1904 и 1905 годахъ». Высочайший приказ 30 июля 1911 года.

## примечание
все даты приведены по старому стилю